# Marie Naylor
Marie Naylor (1856 - 1940) fou una artista i sufragista anglesa.

## Vida
Marie Naylor nasqué a Londres al 1856. Va estudiar art i hi havia un autoretrat seu en la Royal Academy el 1890 que va ser comentat per Illustrated London News. Estudià a París, va exposar en diverses ocasions i va tenir una exposició exclusiva a la Galeria Dosbourg el 1898 abans de tornar a Anglaterra, on va començar a interessar-se pel sufragi.
El 1907 entrà en la Unió Social i Política de Dones (USPM); va assenyalar que "podia seguir a aquestes dones a la presó o a la mort". Al febrer del 1908 fou una de les sufragistes, incloses Vera Wentworth i les germanes Brackenbury, que van ser arrestades per la incursió de Pantechnicon. Aquest truc de la USPM consistí a deixar un gran grup de dones en una camioneta de mudances (un pantechnicon) perquè poguessen assaltar la Cambra dels Comuns. Per aquesta acció directa la sentenciaren a sis setmanes a la presó.

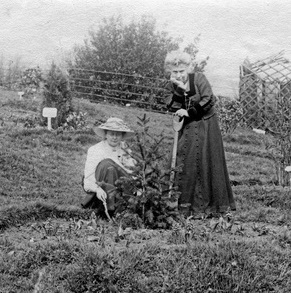
Marie Naylor plantant Abies lasiocarpa amb Mary Blathwayt el 1910

El 1909 i 1910 es va quedar a l'Eagle House, una casa refugi per a les sufragistes, amb Linley i Emily Blathwayt. El 9 d'abril del 1910 se li atorgà l'honor de plantar un avet blanc a l'"Annie's Arboretum". Durant el 1911 la tornaren a arrestar per trencar vidres del Ministeri d'Interior, fet que va descriure com: "l'únic acte mal intencional que havia realitzat": la sentenciaren a deu dies de presó.
Marie Naylor va morir a Richmond el 1940 durant un atac aeri.(3) 

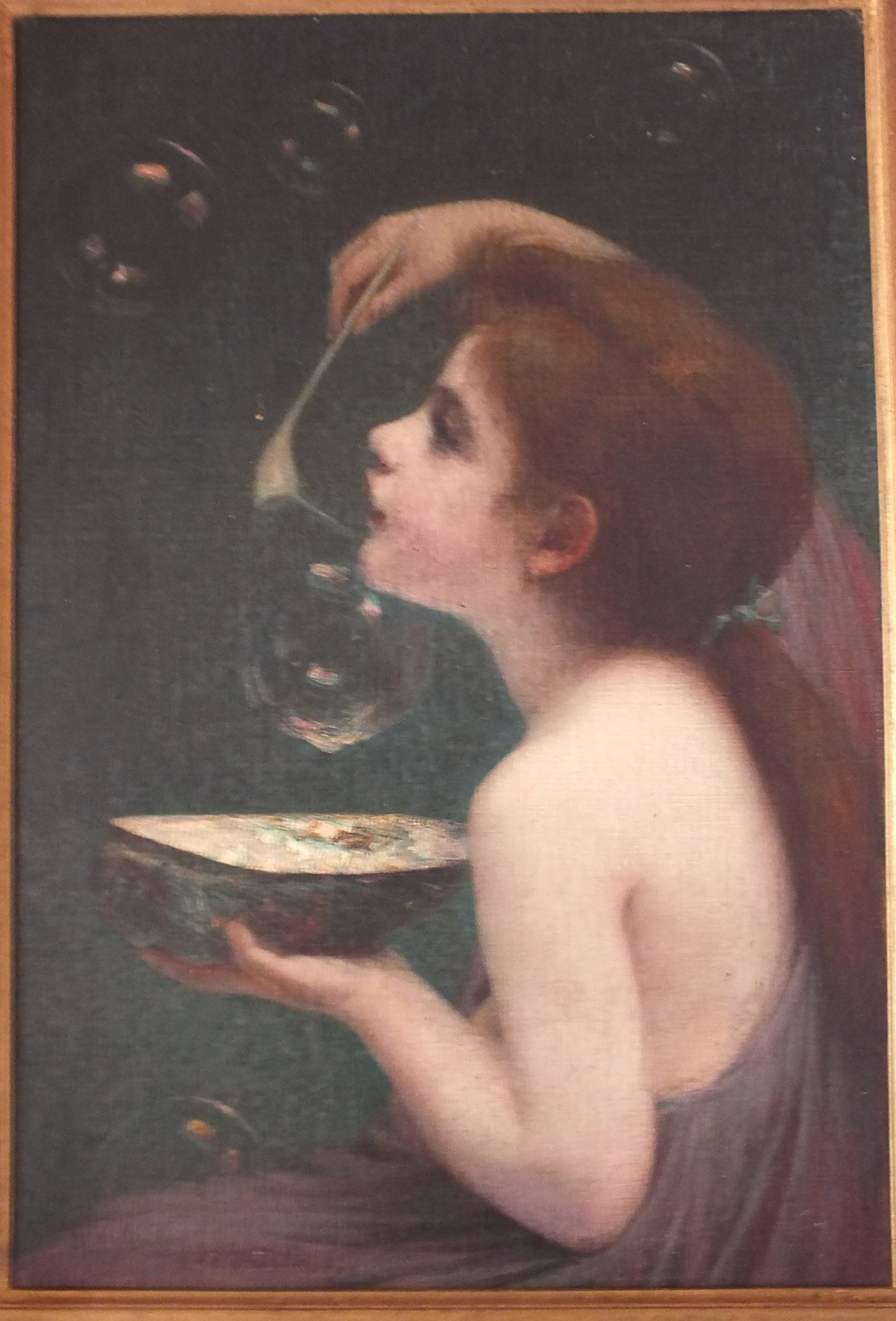
Bombolles de Marie Naylor. Pintat a París al voltant del 1890 i exhibit en una de les exposicions de l'artista a París